# William Dobell
William Dobell (ur. 24 września 1899 w Newcastle, zm. 13 maja 1970 w Wangi Wangi) – australijski rzeźbiarz i malarz.

## Życiorys

### Młodość i pobyt w Europie
Pochodził z robotniczej rodziny, jego ojciec był murarzem. Miał pięcioro rodzeństwa. Już jako nastolatek wykazywał się niezwykłymi talentami plastycznymi, co sprawiło, iż w wieku 17 lat został asystentem architekta Wallace’a Portera. Mając 25 lat, przeniósł się do Sydney i zaczął zarabiać na życie jako kreślarz. Równocześnie w trybie wieczorowym uczył się sztuk pięknych w szkole prowadzonej przez znanego australijskiego artystę Juliana Ashtona. W latach 30. spędził niemal dekadę w Europie, w większości w Wielkiej Brytanii, ale również w Polsce, Francji i Belgii. W tym czasie jego prace zaczęły powoli zdobywać nagrody i być włączane do wystaw zbiorowych. Uważa się, że o ile przed wyjazdem na Stary Kontynent w twórczości Dobella dominowały elementy naturalistyczne, o tyle w trakcie tego pobytu zaczął zbliżać się do ekspresjonizmu.

### Powrót do Australii
Po powrocie do Australii równolegle z karierą artystyczną podjął pracę dydaktyczną w East Sydney Technical College. W 1941 został wcielony do wojska, gdzie zajmował się malowaniem różnych obiektów w barwy maskujące. Prawdopodobnie za sprawą tego doświadczenia wojna stała się jednym z tematów poruszanych w jego twórczości. W roku 1944 miał w Sydney swoją pierwszą wystawę indywidualną, zaś przez całe lata 50. jego artystyczna renoma rosła.
W latach 1960–1963 amerykański tygodnik Time co roku zamawiał u niego portret znanej osobistości, który następnie ukazywał się na okładce pisma. Bohaterami jego prac byli premier Australii Robert Menzies, prezydent Wietnamu Południowego Ngô Đình Diệm, szef General Motors Frederick Donner oraz premier Malezji, Tunku Abdul Rahman. W 1964 galeria stanowa Nowej Południowej Walii zorganizowała pierwszą dużą retrospektywę jego twórczości. W 1965 za swoje zasługi dla australijskiej kultury otrzymał Order Imperium Brytyjskiego, a rok później tytuł szlachecki.

### Nagroda Archibalda
Prace Dobella trzykrotnie były wyróżniane, w latach 1943,1948 i 1959, Nagrodą Archibalda, stanowiącą najbardziej prestiżowe trofeum w świecie australijskiego malarstwa. Gdy otrzymał ją po raz pierwszy w 1943 roku, za pracę „Portret artysty” – towarzyszyły temu wielkie kontrowersje. Dwóch mniej popularnych malarzy oskarżyło Dobella, że dzieło to jest w istocie karykaturą i jako takie nie spełnia wymogów nagrody. Pozwali organizatorów konkursu oraz samego malarza do sądu, który po bardzo nagłośnionym medialnie procesie ostatecznie oddalił powództwo. Choć Dobell wyszedł ze sprawy zwycięsko, kosztowała go ona bardzo wiele nerwów i sprawiła, iż od tego czasu bardzo niechętnie pojawiał się publicznie. Nie lubił swojej sławy i czuł duży dyskomfort z powodu bycia popularnym.

### Życie prywatne i śmierć
Dobell był gejem, w związku z czym nigdy nie założył rodziny i nie miał dzieci. Od 1945 mieszkał w domu swojej siostry w Wangi Wangi, miasteczku położonym ok. 150 km na północ od Sydney. Jest autorem licznych pejzaży przedstawiających te okolice. Tam też zmarł w 1970 roku, w wieku 70 lat.

## Główne zbiory dzieł
Duża część prac artysty pozostaje w zbiorach prywatnych. Spośród ogólnodostępnych kolekcji, na szczególną uwagę zasługują te zgromadzone w galerii regionalnej w Newcastle, galerii stanu Nowa Południowa Walia w Sydney oraz Australijskiej Galerii Narodowej w Canberze.
Jego imię nosi okręg wyborczy Dobell.